# SD頑駄無 武者○伝
SD頑駄無 武者○伝（エスディーがんだむ むしゃまるでん）は、武者ガンダムシリーズの第13作である。

## 概要
光の変幻編から数十年後のストーリーであり、正規武者シリーズにおいてもっとも新しい時代として描かれている。ある出来事から武者頑駄無の世界から現代日本（天馬の国と呼称）へと飛ばされ、各地方へ散り散りになった武者頑駄無と、そこで出会った人間たちを中心に描く（以降しばらく、騎士ガンダム以来の武者頑駄無と人間とのバディスタイルで展開される）。前作『SDガンダム ムシャジェネレーション』の終了後、約一年のブランクを経て再開されたシリーズ。本作より原作担当としてサンライズが参入。日産自動車の協力で日産・GT-Rコンセプトが登場した。漫画版はこれまではBB戦士付属の『コミックワールド』とコミックボンボンでの連載が平行して掲載されていたが、本作ではコミックボンボン版が主軸となり、コミックワールドのショートストーリーは『武者○伝外伝』が掲載され、明確に外伝とされた。
『ムシャ戦記』、『ムシャジェネレーション』のBB戦士では各武者ガンダムに小型フィギュアが付属していたが、本作ではこれを一歩押し進めて、小型キャラクターに外装を取り付けて武者ガンダムになるという形態となった。またシリーズを通じて大胆なギミックが多く、完成後も組み替えて遊ぶことができた。だがその反面、ギミックに凝りすぎて作りが脆くなったり、安っぽくなったりする点もあった。
登場人物は主に各アニメ版の主人公機がモデルとなっている。過去の作品のキャラクターも多数登場しており、一部キャラクターには本作オリジナルの強化形態も登場している。

## 登場人物
括弧内はモチーフとなった兵器・キャラクター。ただし、モチーフについて公式には発表されていないので諸説ある。

### 天宮
刕覇大将軍の時代から遡る事100年以内に、新生大将軍による天宮二つ目の大将軍家は本家が途絶えてしまった。新たに大将軍となったのは、本作の主要人物として登場する紅零斗丸だが、光の変幻編から数十年後の○伝時代の大将軍家が彼の血族であるかどうかは不明（光の変幻編時代の大将軍家とは同一の家柄）。
ただし、光の変幻編において二代目大将軍家と縁のある刀流義守（武神綺羅鋼編）の血族が大将軍の側近・宇印土として仕えている事。次作の登場人物、撃鱗将頑駄無が武者飛駆鳥の子孫（婿・嫁・養子・分家等の記載は不明）である事から現大将軍家と二代目大将軍家が何らかのつながりを持っている事はわかる。

#### 頑駄無軍団
二代目大将軍家の組織から存続。
超大砲機動武者 坐目留併米巣<ザメルベース>（ザメル）
天宮の機動武者。夢者遊撃隊が是断の門へ突入するために使用した砲台。

##### 夢者遊撃隊
武ちゃ丸（∀ガンダム）
夢者遊撃隊のリーダー。武者の世界にいた頃は無敵の強さを誇る勇敢な武者であったが、天馬の国に来てからは武者魂を忘れてしまい、ふぬけて武ちゃ丸の姿になってしまっている。大阪でたこ焼き屋の少年ススムと出会い、なし崩し的に自身もたこ焼き職人となってしまったが、彼のたこ焼きを心底気に入っており、彼とは固い友情で結ばれている。周囲の環境に影響されてか関西弁になっている。必殺技は「ムッチャ奥義!道頓堀タコヤキ電影弾」。
武者丸<ムシャマル>（ガンダム＋∀ガンダム）
武者魂を思い出したむちゃ丸が「武者覚醒」し鎧（モビルたこ焼き機）と合身、武者世界にいた頃の身体に変身した姿。必殺技は刀を地面に突き刺して突進、その摩擦熱で熱を帯びた刀で放つ「道頓堀断裂灼熱斬」、アーマーと刀を合体させ相手に突っ込む「通天閣突貫弾」など。必殺技前には「勇気に強気に大人気!天下御免の武者丸殺法!!」「ステキに、元気に、大人気!天下御免の武者丸殺法!!」などの決め台詞が入る。
この、武者魂を思い出した状態では、勇猛な性格に戻り、言葉も標準語になる。しかし一方で、最終話で天宮に帰った後も通常時はふぬけたままになっている。
武器は刀と「たこ焼き」と「味じまん」ののぼりが付いた槍2本。
BB戦士No,219。
武者丸 武者魂閃光形態<ムシャマル ムシャダマシイスパークバージョン>（ガンダム）
堕悪怒武三連星との戦いの中で苦戦し、ススムのたこ焼きにより一時的にパワーアップした形態。全身が輝きスピードやパワーも上昇、バズーカさえ手で受け止めた。
武者ザル（表記は武者丸）
鎧の無い武者丸が、斗機丸の危機に近くにあったサルの着ぐるみを装着した姿。必殺技は柿を豆まきのように投げつける「天下無敵の武者サル殺法 鬼は外ー!!福は内ー!!」。カニと堕悪融合した堕悪闇軍団に柿を投げまくり「柿食え、柿!!!」と変なテンションで戦った。当然イレギュラーな変身の為、「変な覚醒は疲れる」らしく、すぐにスタミナ切れを起こした。もちろんBB戦士での発売も無い。
武王頑駄無<ブオウガンダム>（Hi-νガンダム+ターンX）
華厳の滝で謎の人物から白鋼牛（メタルバッファロー）のブオーを授けられ、プチ覚醒したむちゃ丸とブオーが合体し、「武者大覚醒」した姿。『将軍級の力を持つ』と評価される程の実力を持つが、鎧の中核を成すブオーが気難しい性格の為、装着するまでが一苦労。封印されていた宝剣『絶光超（ゼッコウチョー）』から放つ武王昇光斬（ぶおうしょうこうざん）が必殺技。
BB戦士No,223。
ブオー
武王の鎧の中核を成す白鋼牛（メタルバッファロー）。難しい気性で、主人であるはずの武ちゃ丸にあまりなついていない。妙に無表情でぽっちゃりとした、デフォルメの強い姿をしているが、本来は鎧が変形した存在である。武者世界に帰ってからは、武ちゃ丸と喧嘩別れしてしまった。その後、続編である「武者○伝III」で再登場（なお尾部である「絶光超」は装着されていない）。
トッキー（Ζガンダム）
夢者遊撃隊の一員である鉄機武者。現代では刑事として活躍。数々の事件を解決し、仕事仲間からの信頼も厚く、シンヤのよき兄貴分でもある。強盗事件に遭遇した時に誤って通りすがりのタンクローリーを破壊、その爆発に本部長の息子シンヤを巻込んで重傷を負わせてしまったという過去を持っており、この事がトラウマとなって、武者魂を封印してしまっていた。
鉄機武者特有の我致止飛（ガチャンピ）と呼ばれるシステムを搭載している。これは、ボディに記録されている鉄機心得・ひいては人格全てを抹消することで、意思を持たずに戦闘のためだけに行動する機械と化す、という禁忌的な機構。武者丸と鎧丸がそれぞれ発動権限を持っており、両者が許可しないと発動しない。
斗機丸零参<トキマルゼロスリー>（Ζガンダム）
シンヤの危機を前にし、彼と仲間である武者丸を救う為にトラウマを乗り越えて覚醒した姿。スピードに秀でており、並の武者では目にもとめられない。必殺技は超スピードで相手を翻弄し、Z字に切り裂く大江戸刻閃斬。ちなみに『零参』とは（警察内での）第三の存在という意味。
武器はナギナタライフルにもなるナギナタと2丁拳銃、シールド。
BB戦士 No.220。
機王頑駄無<キオウガンダム>（百式＋ゴッドガンダム）
シンヤの錬金術によって、一度は死亡したトッキーが生まれ変わった姿。我致止飛を発動して死亡したトッキーに思いを伝えようと必死になるシンヤの想いの力が、天馬の国沈没エネルギーを発動し、錬金術によってバラバラになった鉄機心得のプログラムを回収・再生成。それを受け取ったトッキーがNEOトッキーに生まれ変わり、「武者超武装」してこの姿にパワーアップした。斗機丸を超越したスピードを手に入れている。槍だけでなく拳による攻撃力も加わったが、漫画ではその描写は見られなかった。必殺技は必殺奥義・機王影風突（シャドーランサー）。
武器はマサカリライフルにもなるキオーマサカリ、ナギナタライフルにもなるキオーナギナタ、シールド。キオーマサカリとキーナギナタは合体してキオーツインランサーとなる。
BB戦士No.226。
シャチョー（ΖΖガンダム）
天馬の国で金儲けに目覚めて起業、現在では日本経済にも影響を与える超巨大企業・鎧王グループの社長に収まっている商人。非常に訛りの強い名古屋弁を話す。
典型的な成金性格だが、積極的に事業研究をしたりと経営者としての努力は怠っていない。また、紅零斗丸が堕悪紅零斗丸になってしまった事に責任を感じ、会社に致命的な損害を与えるほどの財産をなげうって刕王の鎧を作成するなど、仲間のためには利益を二の次にすることもある。一方、即決即断の癖が刻み込まれてしまっているため、我致止飛の発動要請が来た際には、驚きはしたものの躊躇せずに許可してしまった。
堕悪闇軍団に金庫を奪われ、さらに紅零斗丸の鎧を完成させるために多額の資金を消費し、ついには多重債務により会社を倒産させてしまい借金取りに追われる身となる。
鎧丸（ΖΖガンダム+ウイングガンダム(TV版)）
夢者遊撃隊の一員。鎧丸はシャチョーが鎧鋼力服（ヨロイスーツ）を装着（武者合身）した姿だが、このことは武者丸らにも知られていなかった。頑強な防御力と、強力な一撃を持つ遊撃隊の攻守の要。必殺技は金鯱極震弾。また、鎧丸の銃で撃ち出された武者丸と斗機丸が敵をX字状に切り裂く「必殺奥義 三位一体 武者遊撃断」は鎧丸あっての必殺技。
通常のBB戦士と違って瞳が入っていない。
武器はコアバレルと火縄式バスターライフル、双絶刀2本。コアバレルと火縄式バスターライフルは合体してダブルライフルとなる。
BB戦士 No.222。
鎧王頑駄無（ウイングガンダムゼロカスタム+フルアーマーΖΖガンダム）
会社が倒産して無一文でさまようまでに落ちぶれてしまったものの、鎧王工業の創設メンバーが完成させた宇宙開発用鎧丸改良型パーツを身に付けて「武者最終合身」し復活した姿。鎧王は砲撃形態と飛翔形態の二種類の姿を持つ。必殺技は鎧王走波撃（ガイオウソウハゲキ）。
武器はツインバスターライフルとハイパーメガ大砲。
BB戦士No.229。

### 天馬の国
ススム
病気の父に代わり日本一のたこ焼き屋を目指して、大阪で修行している小学五年生。その腕前はかなりの物らしく、地元のお客に認められている、祖父と2人暮らしだが、弟もいる。純粋無垢で非常に心優しく、どんな人間に対しても誠実に接する。
武ちゃ丸とはたこ焼きを通じて固い友情で結ばれている。が、当初は彼をペット扱いしており、はじめて武者丸となった後の彼については「飼っていく自信がない」と箱詰めにして川に捨てると言う残酷な扱いをした事がある。
シンヤ
警察本部長の息子。外見や性格は不良っぽく、ぶっきらぼうな面が強いが、根は寂しがり屋で友達想い。トッキーに表向きは冷たく接するも、心の中では実の兄のように慕っている。
物語終盤、自分の素直な気持ちを伝えられる前に死亡したトッキーに対して、必死に自らの思いを伝えようとした末に、かつて天馬の国の人間が使っていたといわれる錬金術の力を覚醒させ、トッキーの鉄機心得を再構成するという活躍を見せる。
最終回後、芸能界の世界へ進む。
ナンシー阿久津
シャチョーの有能な秘書。基本的に忠実で冷静なよき部下だが、ムチで社長を説教する女王様的な一面も。
腕っ節はヤクザより強く、シャチョーを追っていた借金取りに力づくで言うことを聞かせたことがある
太田彩乃
鎧王ミュージック所属のタレント。現在は紅零斗丸のマネージャーを務める。
ナツミ
福岡で行方不明の父に代わりラーメン屋台を営む少女。
日産のシャチョー
ナツミのラーメン屋台でラーメンを食べてた日産自動車の社長。日本の危機を救うために號斗丸に日産・GT-Rコンセプトを用意した。

### 武者軍団
超時空転移装置によって魔刃頑駄無により各時代から集められた武者頑駄無達。本来はもっと数多くの頑駄無が魔刃によって連れ去られたが、夢者遊撃隊の天馬の国落下にともない数十人が共に落下する。
同一人物はいないものの、後に大将軍となる者、血縁関係にある者（父親が息子より年下というケースが多い）、主役級の者が多い。
紅零斗丸（マスターグレード版ガンダム） / 堕悪紅零斗丸(紅零斗丸+ガンダムエピオン) / 刕王頑駄無(紅零斗丸+トールギスII)
『超SD戦国伝 刕覇大将軍』の主人公。山形県のさくらんぼ農家で働いていたが、のどじまん大会がきっかけとなり、鎧王グループプロデュースの下「紅 零斗丸（くれない れいどまる）」の芸名で演歌歌手となった（大泉逸郎のパロディ）。堕悪闇軍団に捕らえられ、堕悪紅零斗丸として堕悪武者にされてしまった。夢者遊撃隊と堕悪闇軍団のカラオケ対決の末に自らの武者魂を呼び覚まし、刕王音速参上（とうおうマッハデビュー）!のかけ声と共に「武者奏着」。刕王頑駄無となり復活した。刕王での必殺技は刕王超刃大津波（トウオウスーパーブレードウェーブ）。
武器は烈龍刀と烈双輝、マイク2本。
BB戦士 No.228（刕王）。No.170 紅零斗丸の流用。鎧のデザインは騎士ガンダムシリーズを思わせる独特の物。
武者號斗丸 / 爆王頑駄無（爆王：ゴッドガンダム＋ガンダムダブルエックス+V2ガンダム）
『新SD戦国伝 超機動大将軍』の主人公。日本にワープした時の衝撃でラーメン屋の屋台を破壊してしまい、同時に自らの鎧も失ってしまう。そのため、福岡県でナツミのラーメン屋台を手伝っている。殆どの武者が現代で武者魂をふぬけさせてしまった中、號斗丸の武者魂は全く衰えていなかったが、武者丸らが来訪した時に武者を辞めることを宣言する。最終決戦での戦いの際、是断の門の天鎧王の存在を察し、ナツミの父の運転する車で駆けつた。鎧の無い状態で天鎧王に挑むが圧倒的な力の前に諦めかけたその時、ナツミから渡されたラーメン丼が光り、ナツミの想いと自らの武者魂により「武者復活」。爆王頑駄無となる。爆王では爆熱バードに変形可能。爆王での必殺技は「爆王ラブラブ灼熱フィンガー」。
武器は爆烈刀2本とおハシ2本、爆熱ファルコン。
BB戦士 No.230（爆王）。No.141 號斗丸の流用。
武道王頑駄無<ブドウオウガンダム>
読者の投稿を元にデザインされた武者。葡萄型のマスクと竹刀の形を模した角飾り、柔道着が特徴。武器は自らの拳。漫画では1コマのみの登場でケンコプァーを撃破していた。

#### 各都道府県の武者
天界武将 戦刃丸
『刕覇大将軍』より登場。北海道で牧場のオーナーになる。
天零頑駄無
『武神輝羅鋼』の主人公。青森県でボランティア活動を行う。
鉄機武者真星勢多
『刕覇大将軍』より登場。岩手県で南部鉄器職人になる。
武者ヘビーアームズ
『ムシャ戦記』より登場。宮城県で経営コンサルタントになる。音痴。
爆流頑駄無
『七人の超将軍編』より登場。秋田県でジャンクパーツ屋になる。
獣破頑駄無
『武神輝羅鋼』より登場。福島県で警備保障会社に勤める。
将頑駄無
『武者七人衆編』より登場。茨城県で水戸黄門に影響され、全国世直しの旅に出る。
武者衛府弓銃壱
『地上最強編』より登場。栃木県で日光江戸村の流鏑馬ショーに出演する。
武者頑星刃
『伝説の大将軍編』より登場。群馬県の天文台で働く。
武者ウイングゼロ
『ムシャ戦記』の主人公。埼玉県の県庁観光課で働く。
仁王頑駄無
『地上最強編』より登場。千葉県でサーファーをしている。
武神頑駄無
『天下統一編』より登場。神奈川県（横浜）の中華街で料理人となる。
武者飛駆鳥
『七人の超将軍編』の主人公。新潟県で金持ちの老夫婦の養子となる。
巨山の斎胡
『風林火山編』より登場。富山県で薬売りとなる。
烈破頑駄無
『伝説の大将軍編』より登場。石川県の忍者屋敷劇場で働く。
獣王頑駄無
『七人の超将軍編』より登場。福井県で化石発掘チームに参加する。
荒鬼頑駄無
『七人の超将軍編』より登場。山梨県の遊園地のイベントショップで働く。
武零斗頑駄無
『超機動大将軍』より登場。長野県で夏はテニスの指導員、冬はスケートの指導員になる。
武者頑駄無零壱
『天星七人衆』の主人公。岐阜県で刀鍛冶のスーパーバイザーになる。
迅風頑駄無
『天星七人衆』より登場。静岡県でお茶屋の店員になる。
武者刀流義守
『武神輝羅鋼』より登場。三重県のキムチ製造会社に勤務する。
彗聖頑駄無
『天星七人衆』より登場。滋賀県で一般人を装って諜報活動をしている。
鳳凰頑駄無
『天下統一編』より登場。京都府の国宝級庭園の庭師になる。
大牙頑駄無超将軍
兵庫県で阪神タイガース私設応援団団長になるが、それが仕事と呼んでいいものかは非常に疑問。
頑駄無副将軍
『風林火山編』より登場。奈良県の有名な剣術道場師範の跡取り候補になる。
二代目将頑駄無
『風林火山編』より登場。和歌山県で備長炭作りをしている。
武者サンドロック
『ムシャ戦記』より登場。鳥取県で砂丘の詩人となる。
豪剣頑駄無
『刕覇大将軍』より登場。島根県の秘境で仙人の様な生活をしている。
剣聖頑駄無
『天星七人衆』より登場。岡山県で田舎の小学校の非常勤講師になる。
鉄機武者鋼丸
『超機動大将軍』より登場。広島県のお好み村でお好み焼き屋のバイト店員になる。
爆炎頑駄無
『刕覇大将軍』より登場。山口県の鎧王グループ傘下の研究機関で鉄機武者のデータ解析に協力する。
大旋鬼頑駄無
『武神輝羅鋼』より登場。徳島県でおもちゃ屋の店員になる。
剛覇頑駄無
『天星七人衆』より登場。香川県で格闘冒険家になる。
輝龍頑駄無
『超機動大将軍』より登場。愛媛県で県連みかんイメージキャラクターになる。
龍頑駄無
『天下統一編』より登場。高知県で漁師になる。
紅蓮頑駄無
『天星七人衆』より登場。佐賀県で伊万里焼職人になる
武者鷺主
『超機動大将軍』より登場。長崎県でアンティークなカステラ屋を営む。
不知火頑駄無
『地上最強編』より登場。熊本県でへそまんじゅう売りになる。
頑駄無真駆参
『伝説の大将軍編』より登場。大分県でしいたけ農家を手伝う。
天地頑駄無
『七人の超将軍編』より登場。宮崎県で焼酎造りを営む。
雷鳴頑駄無
『七人の超将軍編』より登場。鹿児島県で八百屋になる。
獅頑駄無
『天下統一編』より登場。沖縄県でフラワーショップを営む。
雷龍頑駄無
『武神輝羅鋼』より登場。全国を放浪している。

### 堕悪闇軍団
堕悪魔刃頑駄無<ダークマジンガンダム> / 魔王頑駄無<マオウガンダム>
『超SD戦国伝 刕覇大将軍』より登場。配下として鉄仮面の手により過去から召喚された。だが鉄仮面に反旗を翻し殺害。堕悪闇軍団を乗っ取り天宮に侵攻した。天馬の国の巨大なエネルギーを手に入れる為時空を超えて日本に現れ各地で破壊活動を行う。天馬の国を訪れてからはボロアパートに潜伏しつつ貧乏な生活をしていたが、鎧王本社ビルから持ち帰った札束や株券により一転高級マンションに移り住み計画を進める。その後、富士山でエネルギーを得て魔王頑駄無（姿は変わっていない）となった。以前より人間臭くなっており、貧乏生活中も「つもり貯金」をしてるなど彼なりに楽しんでいた。かなりのワイン好きである。
BB戦士はNo.178 魔刃頑駄無の仕様変更版がコミックボンボンの応募者全員プレゼント品として登場した。
鉄仮面（カロッゾ・ロナ）
小惑星・是断の門を根城にする錬金術師。超時空転移装置（ぶっとびシステム）を発見し、過去の悪の武者を甦らせて堕悪武者に改造するが、堕悪魔刃頑駄無によって殺害されてしまう。
機動武神 天鎧王
『新SD戦国伝 超機動大将軍』より登場。魔星から解放されて以降、長らく自らを再び石像として封印していたが、堕悪闇軍団に奪取されて改造され、是断の門内部から触手を伸ばし、天馬の国のエネルギーを吸収していた。
堕悪古殺駆<ダークコザク>（ザクI）
堕悪殺駆三兄弟の長男。但し彼らは武者七人衆編の殺駆三兄弟とは著しく性格が異なる。
堕悪今殺駆<ダークコンザク> / ザックザク（ザクII）
殺駆三兄弟の次男。ショベルカーと堕悪融合してザックザクとなる。
堕悪新殺駆<ダークシンザク>（ザクIII）
殺駆三兄弟の三男。
堕悪罵雲怒犬<ダークバウンドドック>（バウンド・ドック）
サンシャイン60に現れた堕悪武者。
堕悪憎櫓圧斗<ダークゾロアット> / ゾロゾーロ（ゾロアット）
サンシャイン60に現れた堕悪武者。カニ型電子ペット・メカニーと堕悪融合してゾロゾーロとなる。
堕悪怒武 壱星<ダークドム イチボシ>（ドム）
堕悪怒武三連星長男。濃いひげが特徴。
堕悪怒武 弐星<ダークドム ニボシ>（ドム）
堕悪怒武三連星次男。
堕悪怒武 密星<ダークドム ミツボシ>（ドム）
堕悪怒武三連星三男。顔に傷がある。
堕悪怒武斗絽篇<ダークドムトローペン> / ドムドーム（ドム・トローペン）
福岡ドームと堕悪融合してドムドームとなる。
堕悪紅陰慢査<ダーククインマンサ>（クィン・マンサ）
鎧王本社ビルを襲撃した武者。ファンネルを操る。夢者遊撃隊の三位一体の攻撃の前に敗れる。
堕悪不暗斗魔<ダークファントマ>（ファントマ）
飛行能力がある堕悪武者。斗機丸を苦戦させた。
堕悪龍将飛将怒號羅<ダークリュウショウヒショウドッゴーラ>（バウ / ズサ / ドッゴーラ）
天馬の国沈没エネルギーの嵐により意識や理性を失った堕悪龍将飛将と堕悪怒號羅。
歌堕悪卑禍α<うたダークヒカアルファ>（α・アジール+宇多田ヒカル）
堕悪目裏栗臼<ダークメリクリウス>（メリクリウス）
堕悪罵威鋭斗<ダークヴァイエイト>（ヴァイエイト）
歌が得意なため堕悪紅零斗丸に召喚されていた。堕悪目裏栗臼には堕悪怒武同様無精ひげが生えている。
復活した刕王頑駄無に纏めて撃破される。
堕悪圧愚 / 圧具<ダークアッグ>（アッグ）
堕悪特殊任務班リーダー。雑獄苦、呪圧愚、圧愚害を率いる。
お好み村を破壊しよう企てるが武者丸に追い詰められ逃亡。その後斗機丸達をミサイルで爆撃しようとするが自爆。
さらに新生爆火隊破壊を目論むが鎧丸に倒される。堕悪闇軍団壊滅後は戦いを放棄しラーメン屋台を開店していた。
堕悪雑獄苦<ダークゾゴック>（ゾゴック）
お好み村を破壊しよう企てるが武者丸に追い詰められ逃亡するが倒される。
堕悪呪圧愚<ダークジュアッグ>（ジュアッグ）
ゲバゲバ団のボスを人質に斗機丸を攻撃するが倒される。
堕悪圧愚害<ダークアッグガイ>（アッグガイ）
堕悪圧愚と共に新生爆火隊破壊を目論むが新生爆火隊の一斉射撃により倒される。
ケンコプァー（ケンプファー+ヘリコプター）
ケンプファーとヘリコプターが堕悪融合した武者。魔刃の鎧王本社ビル襲撃や報道ヘリの拉致などで登場。魔刃が討たれた後逃亡するが武道王頑駄無に撃破される。読者の投稿を元にデザインされた。以下の3体も同様。
ズゴップ（ズゴック+スコップ）
ズゴックとスコップが堕悪融合した武者。
ガッチャガッシャ（ガッシャ+ガシャポン）
ガッシャとガシャポンが堕悪融合した武者。
堕悪時穏愚<ダークジオング> / ラジオング（ジオング+ラジオ）
ラジオと堕悪融合した武者。堕悪闇軍団の宿将と呼ばれる。多数のアンテナでの情報分析や心理戦が得意で、一時的に武者丸とススムの仲を裂くことに成功した。

## 用語

### 組織
夢者遊撃隊
天宮の若武者で構成された部隊。メンバーは武者丸、斗機丸、鎧丸の三人。
武者魂<むしゃだましい>
武者が持つ肉体・精神の強さなどを表す言葉。武者自身もこれで構成されるようである。SDガンダムフォースや、武者烈伝などに登場する頑玉（ガンダマ）との関係は不明。
武者数値<むしゃカウント>
武者魂の強さを表す数値。野菜や果物で表示する。
鎧王グループ
シャチョーが社長を務める超巨大企業。かなり多岐に亘り事業を行っている。元々は鎧王工業という小さな町工場だった。
金庫が奪取され、紅零斗丸の鎧を完成するため多重債務に陥り倒産。だが堕悪闇軍団壊滅後ナンシーの活躍により再結成される。ただし資金繰りは「III」完結以後も火の車らしい。ちなみにコミックボンボン版での原作は「鎧王エンターテイメント」となっている。
日産
堕悪闇軍団<ダークやみぐんだん>
鉄仮面が過去から闇の武者を召喚して結成した軍団。魔刃の裏切りによりその首領の座と軍団は奪われる。
魔刃を筆頭に三武将、精鋭部隊、特殊任務班で構成される。是断の門を本拠に数千数万の軍勢で天宮に侵攻した。
堕悪武者
鉄仮面により錬金術で強化された過去の武者。堕悪計測鏡が装着され、堕悪融合も可能となっている。体色は主にダークグレー。
堕悪三武将
堕悪闇軍団の幹部。
堕悪融合
堕悪武者が自分で選択した物体と融合しその能力と形を受け継ぐこと。
堕悪計測鏡<ダークセンサー>
堕悪闇軍団が標準装備する装置。武者数値を表示する。

### 地名
天馬の国<ペガサスのくに>
武者世界での日本の名称。本作の舞台。武者世界に伝わる歴史では二千二年に天馬の国沈没エネルギーにより海の底に沈んだとされる。
天馬の国沈没エネルギー
天馬の国に在るという強大なエネルギー。略すとペガチン。武者はこのエネルギーでパワーアップすることが出来る。その正体とは「想い」の力であり、武者○伝シリーズを通じてのテーマの一つとなっている。
天宮<アーク>
武者頑駄無たちの世界にある国。

### 錬金術
錬金術
武者世界にかつて伝えられた技術で、天の島や月のセレネス王国などかつて存在した超文明の遺産。鉄機武者がこの技術によって作られたという事から、風林火山編の時代に火炎の駄舞留精太によって発見された設計図はこの錬金術によって書かれた物である事が解かる。以降、からくり一門によって錬金術の再発見がなされ、武者達は錬金術で生活の基礎を築いていった。
超時空転移装置<ぶっとびシステム>
是断の門内部にある巨大な装置。時間と空間を超えて移動することや武者を召喚することが可能。
召喚された歴代武者にとって現代日本にいた時間は一瞬の夢のようなものらしい。
是断の門<ゼダンのもん>
武者頑駄無の世界に数百年周期で接近する小惑星。内部には超時空転移装置が存在する。

## 武者パ楽

### SD頑駄無 武者パ楽
2001年制作の武者○伝プロモーションビデオ第1弾。武者○伝のキャラがCGで登場して踊る内容。講談社主催イベントで上映の後、2002年にはコミックボンボン誌上で堕悪魔刃頑駄無同梱の特典ビデオとして誌上通販された。

#### スタッフ
- 原作：矢立肇、富野由悠季
- 絵コンテ・演出：村上佳代子
- 共同絵コンテ・監修：今西隆志
- 武者頑駄無デザイン：横井孝二、今石進
- 3Dモデル：サンライズ、D.I.D.、アトリエビトル
- 3Dアニメーション：サンライズ、D.I.D.、O.L.M.デジタル
- 2D合成：サンライズ、D.I.D.
- タイトルロゴザイン： 篠原隆了
- 音響：MSi
- 設定考証：岡崎昭行、岩沢篤子
- CGプロデューサー：今西隆志
- CG設定制作：瓶子英波
- 制作進行：岩切泰助 、大原昌典
- 企画担当：阿久津理恵
- 制作デスク：川原克之
- プロデューサー：堀口滋
- 企画・制作・著作：サンライズ

#### イメージソング
- 「武者パ楽!」

歌詞：矢立肇 作曲：池頼朝 歌：斉藤源氏

### SDガンダム 武者パ楽〜新生武者誕生〜
2003年制作の武者○伝プロモーションビデオ第2弾。武者○伝I〜IIIまでのキャラがCGで登場して踊る内容。講談社主催イベントで上映。ソフト化はされていないが破牙丸が戦うシーンの一部が上戸彩出演のガンプラCMで流用された。

#### スタッフ
- 原作：矢立肇・富野由悠季
- 絵コンテ・演出：北村真咲
- 武者頑駄無デザイン：一式まさと、寺島慎也、横井孝二、今石進 、レイアップ
- 3Dモデル：サンライズインタラクティブ
- モーションアクター：はじ、東海林龍、佐藤伸之
- アクションコーディネーター：カラサワイサオ
- データ編集：イメージスタジオ109
- CGアニメーション：シムイメージ
- 背景：浜田一紀、綾羅木宏志、武居亮
- グラフィックデザイン：篠原隆了
- CGテクニカルディレクター：鈴木健一
- 合成・編集：内浦良典
- 音響：MSi
- 設定考証：岡崎昭行
- 企画担当：阿久津理恵
- プロデューサー：堀口滋
- 企画・制作・著作：サンライズ

#### イメージソング
- 「武者パ楽2!」

歌詞：矢立肇 作曲：池頼朝 歌：斉藤源氏